# 蒙特內哥羅國家圖書館

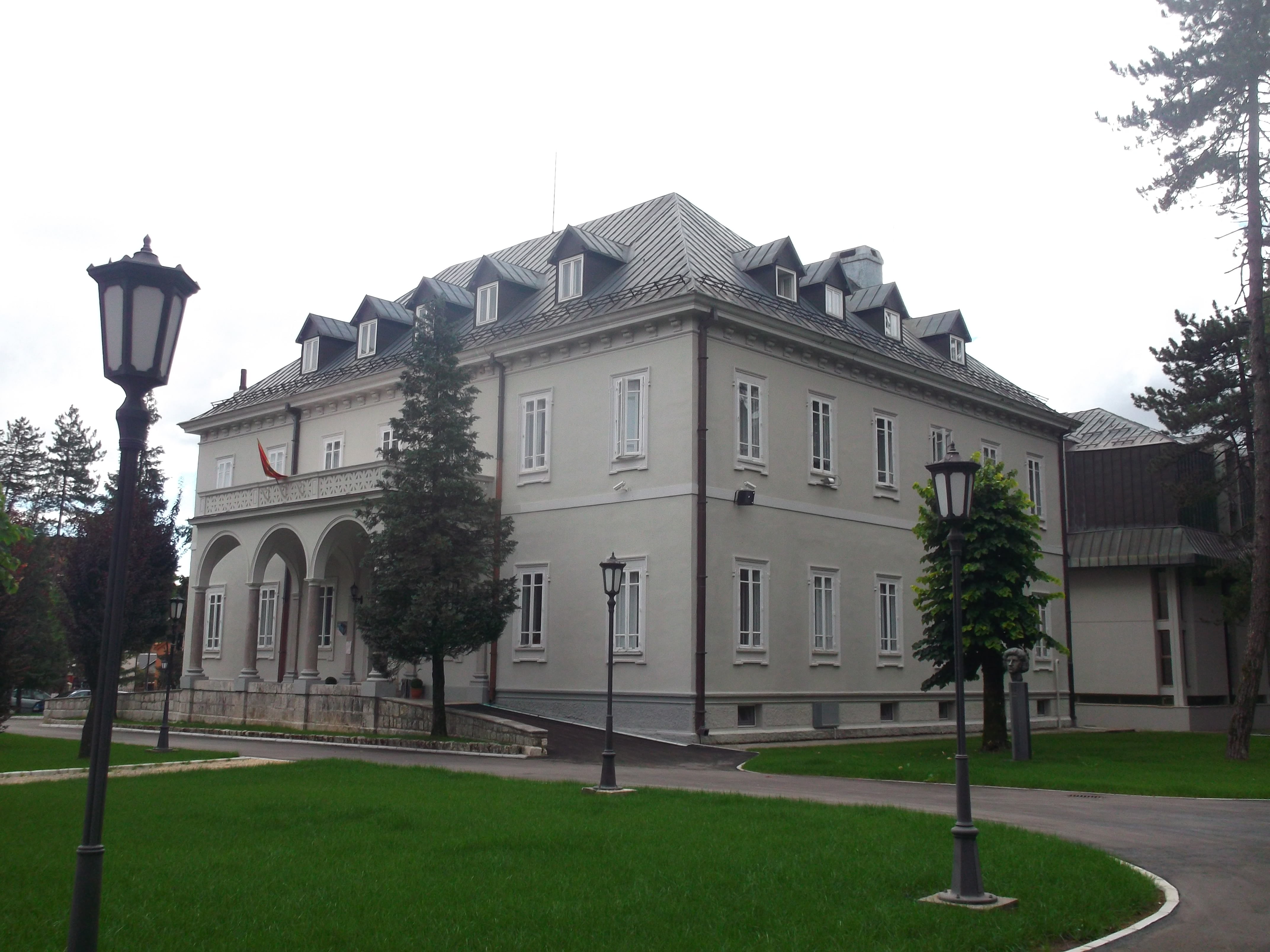
蒙特內哥羅國家圖書館

蒙特內哥羅國家圖書館（Nacionalna biblioteka Crne Gore "Đurđe Crnojević"）是蒙特內哥羅的國家圖書館。圖書館保存蒙特內哥羅國內外的出版物。館名“ĐurđeCrnojević”是以15世紀蒙特內哥羅的統治者的名字命名，他於1493年成立了世界上第一家國家印刷廠，在歐洲建立了第二家國家印刷廠，並由西里爾文印刷。自2004年開始，Jelena Djurovic擔任圖書館的館長。蒙特內哥羅國家圖書館位於采蒂涅，擁有超過200萬本藏書、雜誌、手稿、地圖等藏品。圖書館包括兩座建築，分別是前法國駐蒙特內哥羅大使館和意大利駐蒙特內哥羅大使館。

## 外部連結
- 官方网站